# Elaphidion conspersum
Elaphidion conspersum es una especie de escarabajo longicornio del género Elaphidion, categorizada en la tribu Elaphidiini, de la subfamilia Cerambycinae. Fue descrita por Newman en 1841.

## Descripción
Mide 12-25,5 mm de longitud.

## Distribución
Se distribuye por Bahamas, Bonaire, Cuba, Curazao, Guadalupe, Haití, Jamaica, Puerto Rico, República Dominicana y San Martín.